# Pandalopsis
Pandalopsis is een geslacht van kreeftachtigen uit de klasse van de Malacostraca (hogere kreeftachtigen).

## Soorten
- Pandalopsis aleutica Rathbun, 1902
- Pandalopsis ampla Spence Bate, 1888
- Pandalopsis coccinata Urita, 1941
- Pandalopsis dispar Rathbun, 1902
- Pandalopsis gibba Komai & Takeda, 2002
- Pandalopsis glabra Kobjakova, 1936
- Pandalopsis japonica Balss, 1914
- Pandalopsis lamelligera (Brandt, 1851)
- Pandalopsis longipes Komai, 1994
- Pandalopsis longirostris Rathbun, 1902
- Pandalopsis lucidirimicola Jensen, 1998
- Pandalopsis miyakei Hayashi in Baba, Hayashi & Toriyama, 1986
- Pandalopsis multidentatus Kobjakova, 1936
- Pandalopsis ochotensis Kobjakova, 1936
- Pandalopsis pacifica (Doflein, 1902)
- Pandalopsis profundus Zarenkov, 1971
- Pandalopsis punctata Kobjakova, 1936
- Pandalopsis rubra Komai, 1994
- Pandalopsis spinosior Hanamura, Khono & Sakaji, 2000
- Pandalopsis zarenkovi Ivanov & Sokolov, 2001